# Lipscomb (Teksas)
Lipscomb – jednostka osadnicza w Stanach Zjednoczonych, w stanie Teksas, w hrabstwie Lipscomb. W 2000 roku liczyła 44 mieszkańców.